# Erfgoed Brussel
De Erfgoed Brussel, of Directie Cultureel Erfgoed en voorheen Directie Monumenten en Landschappen van het Brussels Hoofdstedelijk Gewest of kortweg Monumenten en Landschappen zorgt binnen het Brussels Hoofdstedelijk Gewest voor monumentenzorg en het beheer van cultureel erfgoed in het algemeen.

## Opdracht
Monumenten en Landschappen stelt zich de volgende doelen:
- de vrijwaring van het onroerend erfgoed (monumenten en landschappen)
- de aanvragen inzake restauratiewerken aan gevrijwaarde goederen behandelen en toezien op de goede uitvoering ervan.
- het archeologische erfgoed beheren
- het infomeren en sensibiliseren van het publiek (Open Monumentendag, tentoonstellingen, publicaties, en dergelijke)

## Toegankelijkheid van monumenten voor het publiek
- Jaarlijkse Open Monumentendag